# 大井政光
大井 政光（おおい まさみつ）は、室町時代から戦国時代の武将。信濃佐久郡大井城主。大井持光の嫡子。

## 生涯
鎌倉公方（後に古河公方）足利成氏の後ろ盾により全盛を極めた父の家督を継ぎ、大井城の岩村田をはじめ伴野氏、望月氏の所領を除く佐久郡の殆どと小県郡の依田窪上域や上野、武蔵にも所領を持った。第2代古河公方足利政氏（成氏の子）より偏諱を受けて政光と名乗る。享徳3年（1454年）、寛正2年（1461年）、文明4年（1472年）の3度に渡りと諏訪大社上社の頭役を勤めたことから（『諏訪御府礼之古書』）、この間大井氏の勢力がまだ強大であったことがわかる。享徳3年、享徳の乱で室町幕府と全面戦争を始めた成氏を援護するため関東に出陣したが、成氏が留守中の鎌倉を幕府軍に落とされ古河へ逃れた為、政光も関東の所領を維持するのが困難となった。
寛正6年（1465年）、幕府政所執事伊勢貞親は、反幕的な村上氏や高梨氏に対抗させるため、政光に埴科郡舟山郷（戸倉町・更埴市）入部を認めた。それを援護するため幕府は小笠原光康と越後守護上杉房定に、村上政清と高梨政高の討伐を命じた。応仁元年（1467年）、村上氏1万騎が佐久地方に攻め寄せ、大井氏は大井原に迎え撃ったが、敗れて甲斐に逃れた（『四鄰譚藪』）。
文明元年（1469年）、大井氏が4月と9月の2度にわたり甲斐に乱入する。文明4年（1472年）、甲斐花鳥山（御坂町・八代町）に侵入、塩山向嶽庵を焼いた（『王代記』、『妙法寺記』など）。文明6年（1474年）、政光は僧一音を使節として幕府に奏上する。相国寺常徳院横川景三に「号」を受ける。文明9年（1477年）、甲斐武田氏が信濃に攻め入ったが、大井氏重臣の相木氏が甲信国境の平沢・矢出原（南牧村）近辺で撃退した。
文明10年（1478年）、嫡男政朝（まさとも）に家督を譲り、死去。